# Меллат (парк)
Меллат (перс. پارک ملت‎) — городской парк в северной части Тегерана, в Иране. Это одна из крупнейших зелёных зон города. До революции 1979 года он был известен как Шахский парк.

## Описание
Парк находится рядом с улицей Вали-Аср, у подножия гор Альборз на востоке и простирается до скоростной автомагистрали Чамран и улицы Сеул на западе, южнее территории Тегеранской международной ярмарки и гольф-клуба Enghelab.
В парке находится локомотив №664, построенный мастерской Тюбиз в Бельгии в 1887 году и использовавшийся для первого персидского участка железной дороги, проложенного между 1886 и 1888 годами.
Здесь также расположены: один из первых музыкальных фонтанов в Тегеране, детские площадки, закусочные, кафе и небольшой вольер, дорожки для прогулок и места для пикников и отдыха, искусственное озеро.
На юго-восточной окраине парка есть одноимённый культурный комплекс Меллат. Он был спроектирован архитекторами Резой Данешмир и Екатериной Спиридоновой, имеет площадь около 6000 кв метров. Открыт 9 ноября 2008 года. Комплекс включает в себя четыре театральных зала, кинотеатр и пространство для проведения выставок.

## Галерея

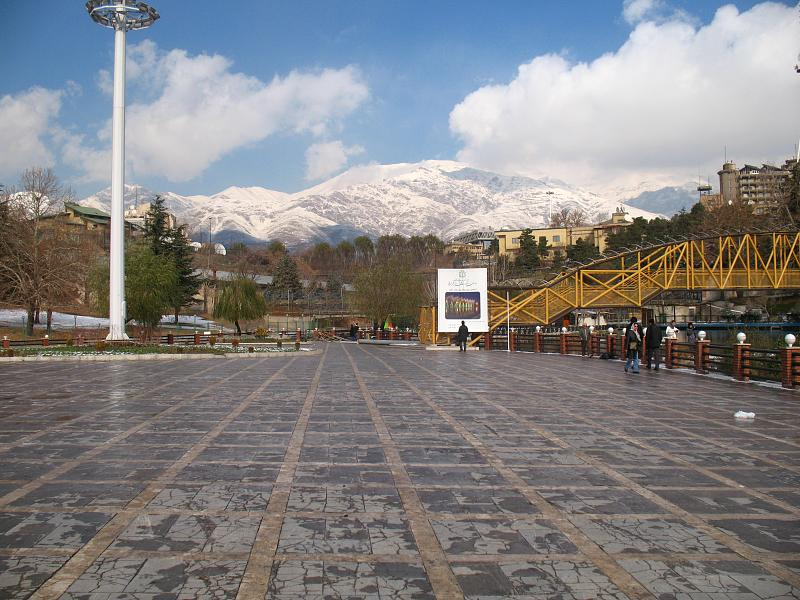
Вид на гору Точал со стороны парка
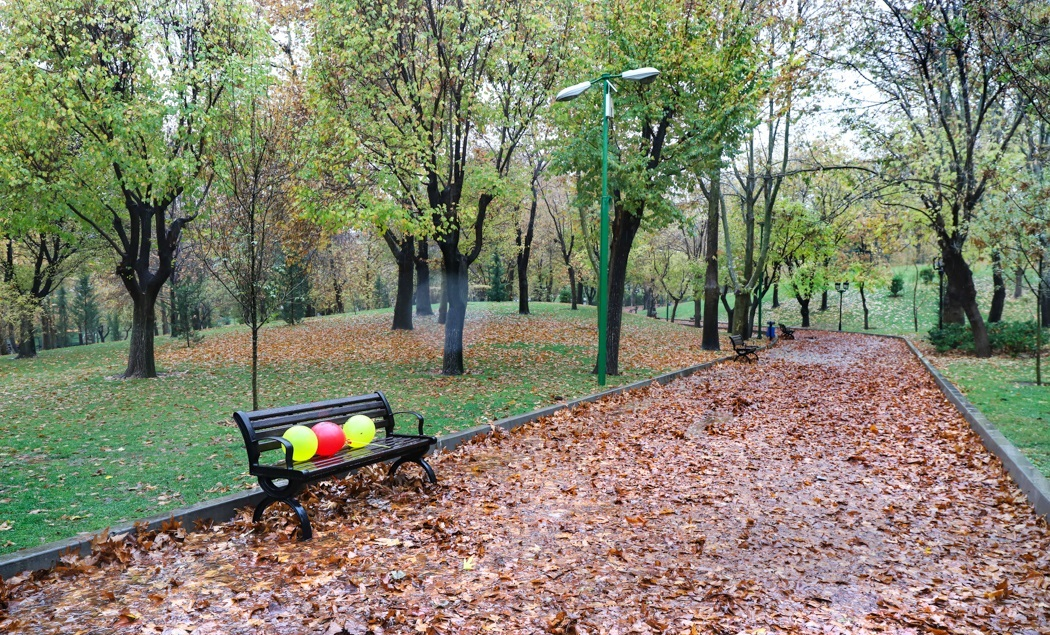
Одна из аллей в осеннее время
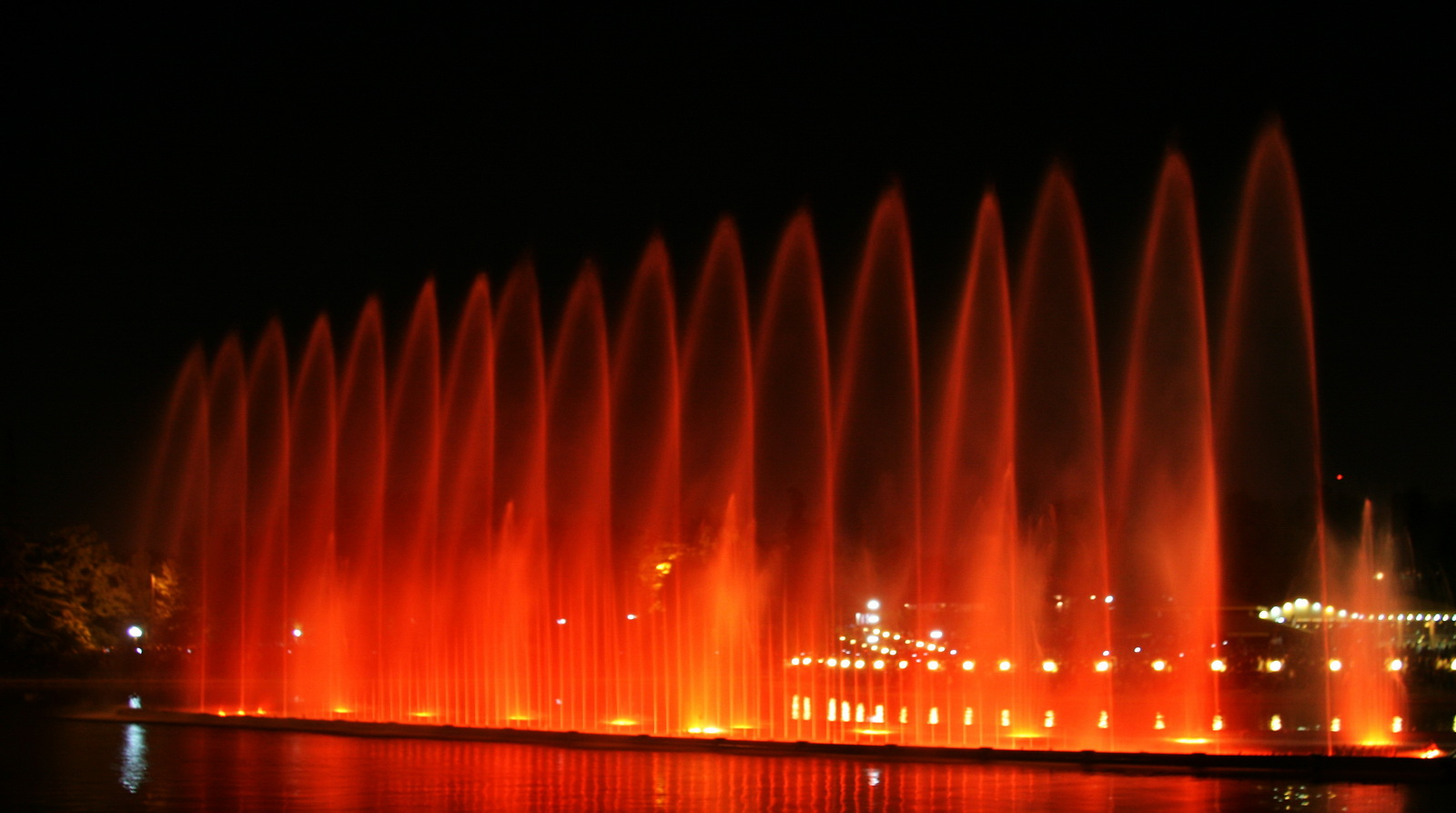
Музыкальный фонтан